# Shacolas Tower
Shacolas Tower es un edificio de 11 plantas construido en el año 1990, que está ubicado en la ciudad vieja de Nicosia, la capital de Chipre. Es propiedad del multimillonario y filántropo Nicos Shacolas y es actualmente el quinto edificio más alto de Chipre y el tercero de su capital, Nicosia.

## Estructura y diseño

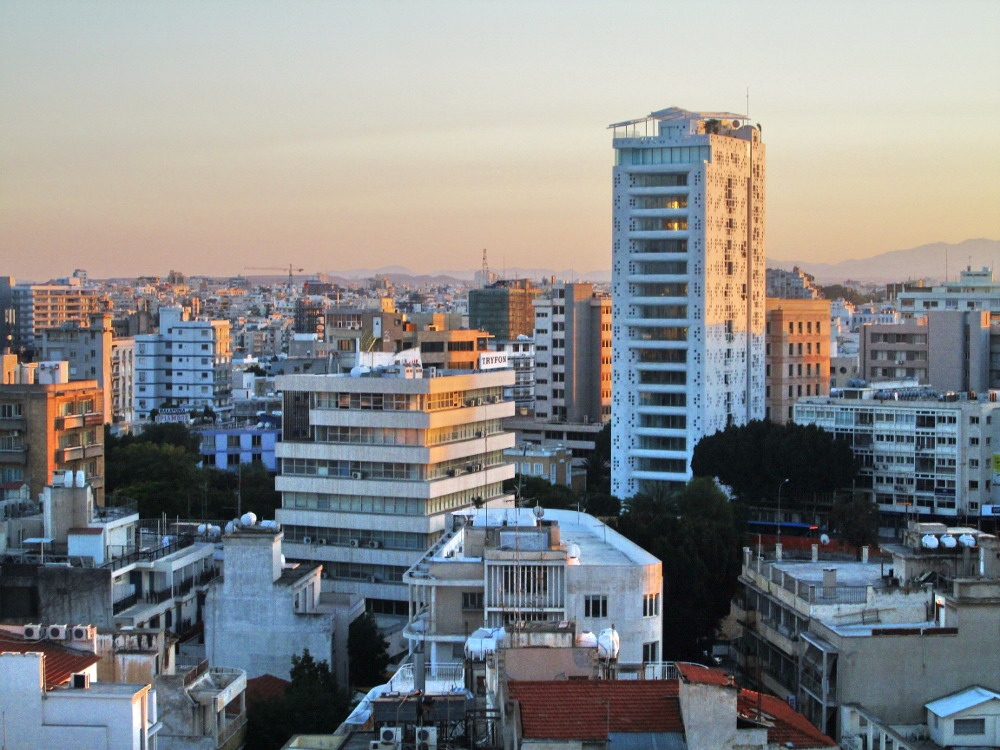
Panorámica de Nicosia con el rascacielos Tower 25 de Jean Nouvel al fondo.

El edificio, de apenas 50 metros de altura, contrasta con la parte vieja de la ciudad, compuesta de estrechas calles y casas de dos alturas. Las primeras 5 plantas de la torre las ocupan tiendas de la multinacional H&M. La 6.ª planta es una cafetería, Venue Cafeteria, que ofrece una vista panorámica espléndida de la ciudad vieja de Nicosia. El 11.º piso es un observatorio y un museo que supera en altura prácticamente al resto de edificios de la capital. Hay telescopios, prismáticos e información detallada de cada una de las partes y la historia de la capital.

### Museo y observatorio
Este museo combina un museo moderno con las mejores vistas de la ciudad. Se encuentra en la planta número 11 de la torre Shacolas. La exposición permanente —una cooperación entre el Museo de Nicosia y el Grupo Shacolas— muestra fotografías de espectáculos y descripciones de la Vieja Nicosia.